# 李世贵
李世贵（1961年9月—），男，安徽无为人，中国政治人物，曾任南京市人大常委会副主任。中共十九大代表。

## 生平
1981年至1985年，在中央农业广播学校农经专业中专学习。1984年在南京市雨花台区参加工作，1998年升任区委副书记、副区长。同年援藏，任西藏自治区墨竹工卡县委书记。2001年任南京市人民政府副秘书长、市经济技术协作办公室主任。2005年8月任六合区委副书记，2006年1月当选区长。2012年3月当选区人大常委会主任。2013年7月，出任中共南京市委常委、统战部部长。2015年6月，转任江宁区委书记。2017年9月，当选中共十九大代表。2021年1月14日，当选南京市人大常委会副主任。